# Derecho ambiental de México
El derecho ambiental de México comienza desde el artículo 4, párrafo quinto, de la Constitución, donde dice: «Toda persona tiene derecho a un medio ambiente sano para su desarrollo y bienestar. El Estado garantizará el respeto a este derecho. El daño y deterioro ambiental generará responsabilidad para quien lo provoque en términos de lo dispuesto por la ley.»
El Congreso de la Unión de los Estados Unidos Mexicanos expide la Ley Federal de Responsabilidad Ambiental, la cual se publicó en el Diario Oficial de la Federación el 7 de junio de 2013, entra en vigor un mes después el 7 de julio del mismo año. Se crea con el objeto de regular la responsabilidad ambiental que nace de los daños ocasionados al ambiente, así como la reparación y compensación de dichos daños; y que viene a complementar nuestras leyes ambientales.

## Ley General de Desarrollo Forestal Sustentable
Tiene como objeto regular y fomentar la conservación, protección, restauración, producción, ordenación, el cultivo, manejo y aprovechamiento de los ecosistemas forestales del país y sus recursos, así como distribuir las competencias que en materia forestal correspondan a la Federación, los Estados, el Distrito Federal y los Municipios, bajo el principio de concurrencia previsto en el artículo 73, fracción XXIX inciso G de la Constitución Política de los Estados Unidos Mexicanos, con el fin de propiciar el desarrollo forestal sustentable. Cuando se trate de recursos forestales cuya propiedad corresponda a los pueblos y comunidades indígenas se observará lo dispuesto por el artículo 2 de la Constitución Política de los Estados Unidos Mexicanos

## Ley General del Equilibrio Ecológico y la Protección al Ambiente
La Ley General del Equilibrio Ecológico y Protección al Ambiente (también conocida por su abreviatura como LGEEPA) es la máxima ley de derecho ambiental en México que regula lo relativo al quinto lugar del cuarto artículo de la Constitución Política y el artículo 25. Fue promulgada el 28 de enero de 1988.
El Ordenamiento ecológico se define, jurídicamente, como "El instrumento de política ambiental cuyo objeto es regular o inducir el uso del suelo y las actividades productivas, con el fin de lograr la protección del medio ambiente y la preservación y el aprovechamiento sustentable de los recursos naturales, a partir del análisis de las tendencias de deterioro y las potencialidades de aprovechamiento de los mismos" (Ley General del Equilibrio Ecológico y la Protección al Ambiente, Título Primero, Art.3 fracción XXIV). Con lo que se establece un marco básico de gestión integral del territorio y sus recursos, siendo además una herramienta estratégica para la convergencia entre Estado y Sociedad.
La Ley General del Equilibrio Ecológico y la Protección al Ambiente (LGEEPA) establece que el Ordenamiento ecológico es un instrumento que se deberá incorporar en la planeación nacional del desarrollo (Artículo 17). Señala además, cuáles son los criterios que deben considerarse para la formulación del mismo (Artículo 19), cuáles son sus modalidades (Artículo 19 Bis), y describe cuáles son las instancias y los órdenes de gobierno a quienes corresponde la formulación de las diferentes modalidades del Ordenamiento Ecológico, lo mismo que los alcances de dichos programas.